# Ee (IJlst)
De Ee (Fries: Ie of De Ie) is een riviertje dat vroeger een verbinding was tussen de Middelzee en de Zuiderzee/Flevomeer.

## Beschrijving
Aan de Ee is de stad IJlst ontstaan. De Ee stroomt nog steeds door het oude stadscentrum. Vroeger vormde deze waterloop een eenheid met de Ee bij Woudsend en de Ee in Gaasterland.
IJlst betekent "aan der Ie". De centrale gracht is nog een restant van de Ee. Na IJlst liep de rivier verder ten zuiden van de skerdyk en Hemdijk naar het gebied waar nu in Sneek het verpleegtehuis de Ielânnen (genoemd naar de Ee) ligt. Ten slotte liep de Ee verder via de huidige loop van de Franekervaart naar Tirns en mondde daar ergens in de Middelzee uit.
Tegenwoordig stroomt de Ee tussen de Geeuw en via een bocht komt het riviertje via de Wijnsloot op de Wijde Wijmerts uit.